# Группа братских могил жертв нацизма (Берёзовая роща, Коты)
Группа братских могил жертв нацизма или Братская могила 1500 мирных жителей, расстрелянных фашистами осень 1941 года — памятник истории местного значения в Чернигове.

## История
Решением исполкома Черниговского областного совета народных депутатов трудящихся от 31.05.1971 № 286 памятному знаку присвоен статус памятник истории местного значения с охранным № 30 под названием Братская могила 1500 мирных жителей, расстрелянных фашистами осень 1941 года. Памятный знак имеет собственную «охранную зону» (участок 120×100 м), согласно правилам застройки и использования территории. 
Приказом Департамента культуры и туризма, национальностей и религий Черниговской областной государственной администрации от 07.06.2019 № 223 для памятника истории используется новое название — Группа братских могил жертв нацизма.

## Описание
Памятный знак расположен в урочище и лесопарке Берёзовая роща (Берёзовый ров) (бывший парк имени Октября) — между нежилой застройкой домов №№ 231, 233 и 235 проспекта Мира, что восточнее исторически сложившейся местности Коты.
Во время Великой Отечественной войны: осенью 1941 года в оврагах урочища немецко-фашистскими оккупантами расстреляно и замучено 1500 мирных жителей (в том числе евреи и цыгане), партизан, подпольщиков и больных городской психиатрической больницы. 
В 1963 году в парке имени Октября на месте расстрела сооружен обелиск, к которому прикреплена мраморная плита с подписью: «Тут поховано біля 1500 радянських громадян, закатованих німецько-фашистськими загарбниками в 1941 році. Пам'ять про жертви, що поніс народ, здобуваючи волю, незалежність Батьківщини, вічно житиме в наших серцях» («Тут захоронено около 1500 советских граждан, замученных немецко-фашистскими захватчиками в 1941 году. Память про жертвы, что перенёс народ, добываю волю, независимость Родины, вечно будет жить в наших сердцах»). Архитектор обелиска — К. К. Сергиевский. Памятный знак имеет сходство с другим памятным знаком на Казацкой улице. В 1977 году была проведена реконструкция. 
Правее от обелиска установлен памятный знак — гранитный камень на плите из чёрного лабрадорита с надписью: «Помним евреи Чернигова 2001 г.»
В 2021 году был памятный знак реконструирован: сооружен новый обелиск, к которому прикреплена плита из черного лабрадорита с прежней подписью: «Тут поховано біля 1500 радянських громадян, закатованих німецько-фашистськими загарбниками в 1941 році. Пам'ять про жертви, що поніс народ, здобуваючи волю, незалежність Батьківщини, вічно житиме в наших серцях». У обелиска другая плита из черного лабрадорита с подписью.